# Phylloicus tricalcaratus
Phylloicus tricalcaratus är en nattsländeart som först beskrevs av Georg Ulmer 1905.  Phylloicus tricalcaratus ingår i släktet Phylloicus och familjen Calamoceratidae. Inga underarter finns listade i Catalogue of Life.